# Cantonul Virieu-le-Grand
Cantonul Virieu-le-Grand este un canton din arondismentul Belley, departamentul Ain, regiunea Rhône-Alpes, Franța.

## Comune
| Comune                | Populație (1999) | Cod poștal | Cod INSEE |
| --------------------- | ---------------- | ---------- | --------- |
| Armix                 | 15               | 01510      | 01019     |
| La Burbanche          | 56               | 01510      | 01066     |
| Ceyzérieu             | 814              | 01350      | 01073     |
| Cheignieu-la-Balme    | 112              | 01510      | 01100     |
| Contrevoz             | 430              | 01300      | 01116     |
| Cuzieu                | 304              | 01300      | 01141     |
| Flaxieu               | 50               | 01350      | 01162     |
| Marignieu             | 156              | 01300      | 01234     |
| Pugieu                | 126              | 01510      | 01316     |
| Rossillon             | 147              | 01510      | 01329     |
| Saint-Martin-de-Bavel | 332              | 01510      | 01372     |
| Virieu-le-Grand       | 949              | 01510      | 01452     |
| Vongnes               | 89               | 01350      | 01456     |